# 尾張北部環境組合
尾張北部環境組合（おわりほくぶかんきょうくみあい）は愛知県江南市、犬山市、丹羽郡大口町および扶桑町の新ごみ処理施設整備を目的とする一部事務組合。

## 沿革
ごみ処理に伴うダイオキシン類の排出削減等を図るため、国が各都道府県に対してごみ処理の広域化を推進するよう通知したことを受けて、愛知県は「愛知県ごみ焼却処理広域化計画」を策定。県内を13ブロックに区割りして、犬山市、江南市、小牧市、岩倉市、大口町及び扶桑町の4市2町については尾張北部ブロックと位置づけられ、この枠組みでごみ処理の広域化を図ることとなった。
2002年（平成14年）から4市2町における新ごみ処理施設の候補地選定を進めていたが、最終的に候補地を確保するに至らず、2005年（平成17年）に小牧市と岩倉市が離脱。残った2市2町による再協議によって2010年（平成22年）5月には犬山市喜六屋敷を候補地としたものの地元の同意が得られなかったため、再々度の協議により2013年（平成25年）2月には江南市中般若町北浦に新たな候補地を定め、2016年（平成28年）3月にようやく決定した。2022年度から建設工事を始め、2025年度に稼働する予定。
2017年（平成29年）4月5日、新ごみ処理施設整備の事業主体となる一部事務組合として「尾張北部環境組合」を設置。
2022年（令和4年）10月25日、施設の整備・運営を手がける事業者を選んだと発表した。総事業費は約430億円で、2028年4月に稼働を始める予定。事業は当初予定から2年ほど遅れてようやく動きだした。選ばれたのは三菱重工環境・化学エンジニアリング中部支店（名古屋市）を代表企業とするグループ。同社は組合が提示した三つの処理方式のうちの一つ、ストーカ式焼却炉の建設で過去20年に20件近い実績を持つ。グループは13社で構成され、建設や用地造成、焼却灰の運搬を担う協力企業として地元から計5社が入った。2023年2月の組合議会定例会に契約議案を提案する。議決で契約が成立したら同グループが事業に着手する。
現在、江南市と丹羽郡扶桑町・大口町では「江南丹羽環境管理組合環境美化センター」、犬山市では「犬山都市美化センター」でごみの処理を行ってるが、両施設とも稼働後30年以上経過し、愛知県内では最も古く、全国的にみても老朽化が進んだ施設となっている。

## 管理者
- 管理者
  - 沢田和延（江南市長）
- 副管理者
  - 原欣伸（犬山市長）
  - 鈴木雅博（大口町長）
  - 鯖瀬武（扶桑町長）

|        | 江南市 | 江南市    | 犬山市    | 犬山市    | 扶桑町    | 扶桑町    | 大口町 | 大口町  |
| 年     | 肖像   | 氏名      | 肖像      | 氏名      | 肖像      | 氏名      | 肖像   | 氏名    |
| ------ | ------ | --------- | --------- | --------- | --------- | --------- | ------ | ------- |
| 2000年 |        | 大池 良平 |           | 石田 芳弘 |           | 河田 幸男 |        | 酒井 鍈 |
| 2001年 |        | 大池 良平 |           | 石田 芳弘 |           | 河田 幸男 |        | 酒井 鍈 |
| 2002年 |        | 大池 良平 |           | 石田 芳弘 |           | 河田 幸男 |        | 酒井 鍈 |
| 2003年 |        | 堀 元     |           | 石田 芳弘 |           | 河田 幸男 |        | 酒井 鍈 |
| 2004年 |        | 堀 元     |           | 石田 芳弘 |           | 河田 幸男 |        | 酒井 鍈 |
| 2005年 |        | 堀 元     | 江戸 満   | 石田 芳弘 |           |           |        | 酒井 鍈 |
| 2006年 |        | 堀 元     | 江戸 満   | 田中 志典 |           |           |        | 酒井 鍈 |
| 2007年 |        | 堀 元     | 江戸 満   | 田中 志典 |           |           |        | 酒井 鍈 |
| 2008年 |        | 堀 元     | 江戸 満   | 田中 志典 |           |           |        | 酒井 鍈 |
| 2009年 |        | 堀 元     | 江戸 満   | 田中 志典 | 森 進     |           |        |         |
| 2010年 |        | 堀 元     | 江戸 満   | 田中 志典 | 森 進     |           |        |         |
| 2011年 |        | 堀 元     | 江戸 満   | 田中 志典 | 森 進     |           |        |         |
| 2012年 |        | 堀 元     | 江戸 満   | 田中 志典 | 森 進     |           |        |         |
| 2013年 |        | 堀 元     | 江戸 満   | 田中 志典 | 鈴木 雅博 |           |        |         |
| 2014年 |        | 堀 元     | 江戸 満   | 山田 拓郎 | 鈴木 雅博 |           |        |         |
| 2015年 |        | 沢田 和延 | 江戸 満   | 山田 拓郎 | 鈴木 雅博 |           |        |         |
| 2016年 |        | 沢田 和延 | 千田 勝隆 | 山田 拓郎 | 鈴木 雅博 |           |        |         |
| 2017年 |        | 沢田 和延 | 千田 勝隆 | 山田 拓郎 | 鈴木 雅博 |           |        |         |
| 2018年 |        | 沢田 和延 | 千田 勝隆 | 山田 拓郎 | 鈴木 雅博 |           |        |         |
| 2019年 |        | 沢田 和延 | 千田 勝隆 | 山田 拓郎 | 鈴木 雅博 |           |        |         |
| 2020年 |        | 沢田 和延 | 鯖瀬 武   | 山田 拓郎 | 鈴木 雅博 |           |        |         |
| 2021年 |        | 沢田 和延 | 鯖瀬 武   | 山田 拓郎 | 鈴木 雅博 |           |        |         |
| 2022年 |        | 沢田 和延 | 鯖瀬 武   | 原 欣伸   | 鈴木 雅博 |           |        |         |
| 2023年 |        | 沢田 和延 | 鯖瀬 武   | 原 欣伸   | 鈴木 雅博 |           |        |         |
| 2024年 |        | 沢田 和延 | 鯖瀬 武   | 原 欣伸   | 鈴木 雅博 |           |        |         |
| 2025年 |        | 沢田 和延 | 鯖瀬 武   | 原 欣伸   | 鈴木 雅博 |           |        |         |